# Yves-Thibault de Silguy

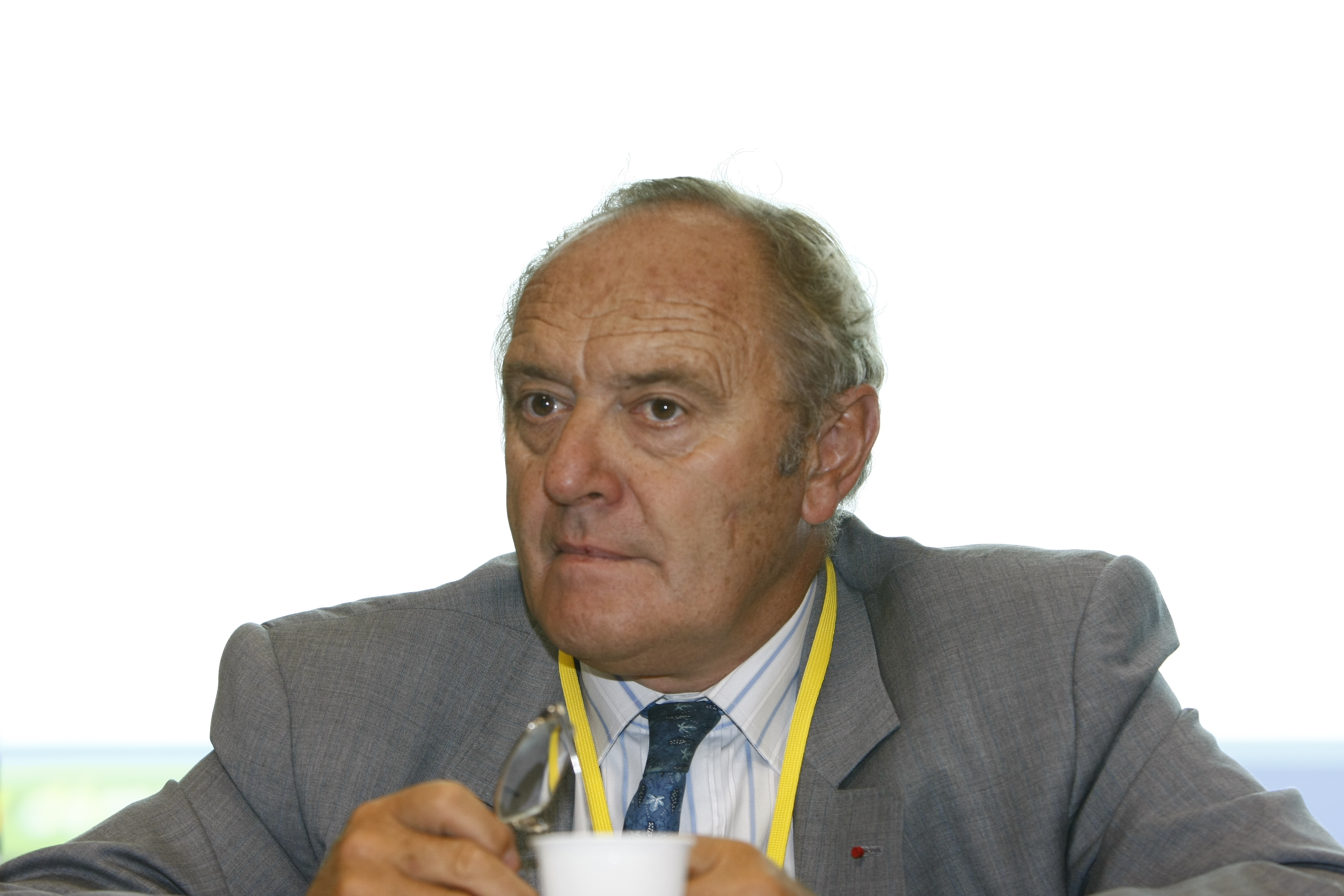
Yves-Thibault de Silguy 2008.

Yves-Thibault de Silguy, född 22 juli 1948 i Rennes, är en fransk diplomat, politiker och affärsman. Han var EU-kommissionär och ansvarade för ekonomiska och monetära frågor i Santer-kommissionen 1995-1999. Hans främsta uppgift var introduktionen av euron 1999. Dessförinnan hade han tjänstgjort på Frankrikes utrikesministerium från 1976, på Europeiska kommissionen som biträdande kabinettschef hos kommissionär François-Xavier Ortoli 1981-1984 och som diplomat på Frankrikes ambassad i Washington D.C. 1985-1988.

## Fotnoter
1. ↑  Munzinger Personen, Munzinger person-ID: 00000021316, läst: 9 oktober 2017.[källa från Wikidata]